# Chelemys
Chelemys är ett släkte hamsterartade gnagare med tre arter som förekommer i södra Sydamerika.
Arterna är:
- Chelemys delfini lever i Región de Magallanes i södra Chile, den listas av IUCN med kunskapsbrist (DD).
- Chelemys macronyx hittas i Chile ungefär från Santiago till södra Argentina, den listas som livskraftig (LC).
- Chelemys megalonyx förekommer i centrala Chile, den listas som nära hotad (NT).

## Beskrivning
Arterna når en kroppslängd (huvud och bål) av 11 till 15 cm, en svanslängd av 4,7 till 5,3 cm och en vikt mellan 45 och 95 gram. Den korta täta pälsen har en enhetlig mörk färg. Vid alla tår förekommer klor. Tänderna är mera komplexa än hos nära besläktade gnagare.
Dessa djur vistas i skogar på bergstrakter och i den angränsande stäppen. De gräver tunnlar men vandrar också över marken när de letar efter föda. Arterna äter växtdelar, svampar och ryggradslösa djur. De kan vara aktiva på dagen och på natten och vilar inte under vintern.
Parningen sker under den sydliga våren och per kull föds ungefär fyra ungar. Honor blir könsmogna före vintern.